# Con Alma!
| Recensione | Giudizio |
| ---------- | -------- |
| AllMusic   | [ 1 ]    |

Con Alma! è un album discografico del sassofonista jazz statunitense Charles McPherson, pubblicato dalla casa discografica Prestige Records nel 1966.

## Tracce
Lato A
1. Eronel – 6:54 (Thelonious Monk)
2. In a Sentimental Mood – 7:53 (Duke Ellington)
3. Chasing the Bird – 7:08 (Charlie Parker)

Lato B
1. Con Alma – 5:28 (Dizzy Gillespie)
2. I Don't Know – 8:16 (Charles McPherson)
3. Dexter Rides Again – 8:04 (Dexter Gordon, Bud Powell)

## Musicisti
- Charles McPherson - sassofono alto
- Clifford Jordan - sassofono tenore
- Barry Harris - pianoforte
- George Tucker - contrabbasso
- Alan Dawson - batteria

Note aggiuntive
- Don Schlitten - produttore
- Registrato il 6 agosto 1965 al Rudy Van Gelder Studio di Englewood Cliffs, New Jersey[4]
- Rudy Van Gelder - ingegnere delle registrazioni